# Тегляцов, Георгий Александрович
Георгий Александрович Тегляцов (рум. Gheorghe Tegleaţov, 27 февраля 1954, Харьков, Украинская ССР — 17 декабря 2015, Кишинёв, Молдавия) — советский футболист, молдавский тренер. Мастер спорта СССР (1982). Заслуженный тренер Молдавской ССР (1989).

## Биография
Родился в Харькове, в возрасте девяти лет с семьёй переехал в Кишинёв. Воспитанник «Нистру», первый тренер Сергей Тимофеевич Корнилов. Всю карьеру провёл в «Нистру» в 1973—1985 годах. В 1973 и 1982 годах вместе с клубом занимал второе место в первой лиге и выходил в высшую. Лучший футболист «Нистру» 1981 года. Лучший дебютант сезона 1974 года по версии журнала «Смена». Всего за «Нистру» в первенстве провёл 453 игры, из них 57 — в высшей лиге, забил 9 мячей.
Закончил карьеру футболиста в 1985 году, когда «Нистру» вылетел во вторую лигу. Работал тренером в ШВСМ-2 (1986—1989), РОШИСП (1989—1993). Старший тренер и тренер клуба «Конструкторул» Кишинёв (1993—2000), чемпион Молдавии (1997), обладатель Кубка Молдавии (1996, 2000). В последние годы — сотрудник Федерации футбола Молдовы.
Награждён орденами «Gloria Muncii» (2010) и «Ordinul de Merit» ФФМ.